# Giovanni Stucky

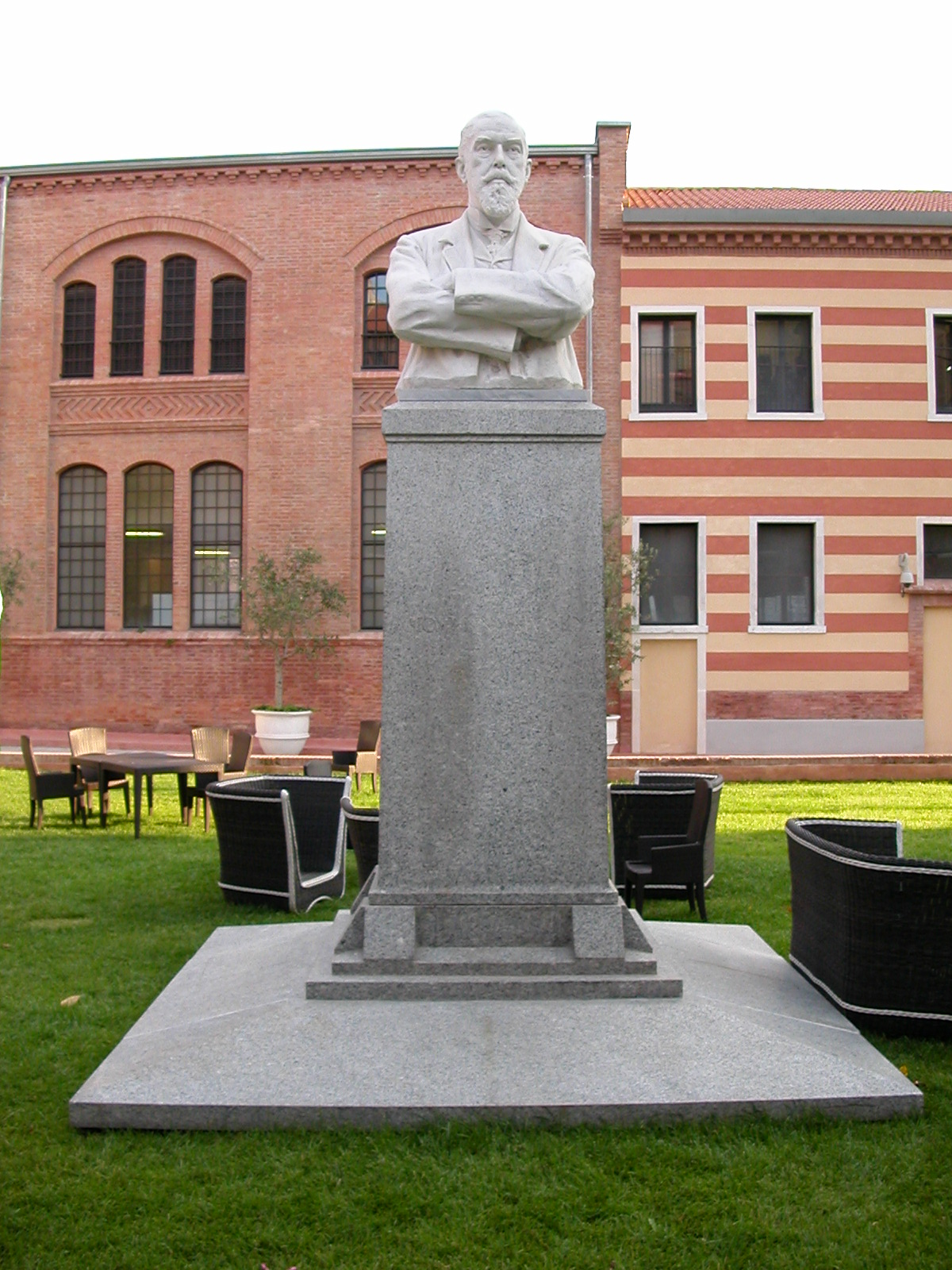
Denkmalbüste für Giovanni Stucky im Gebäudekomplex des Molino Stucky

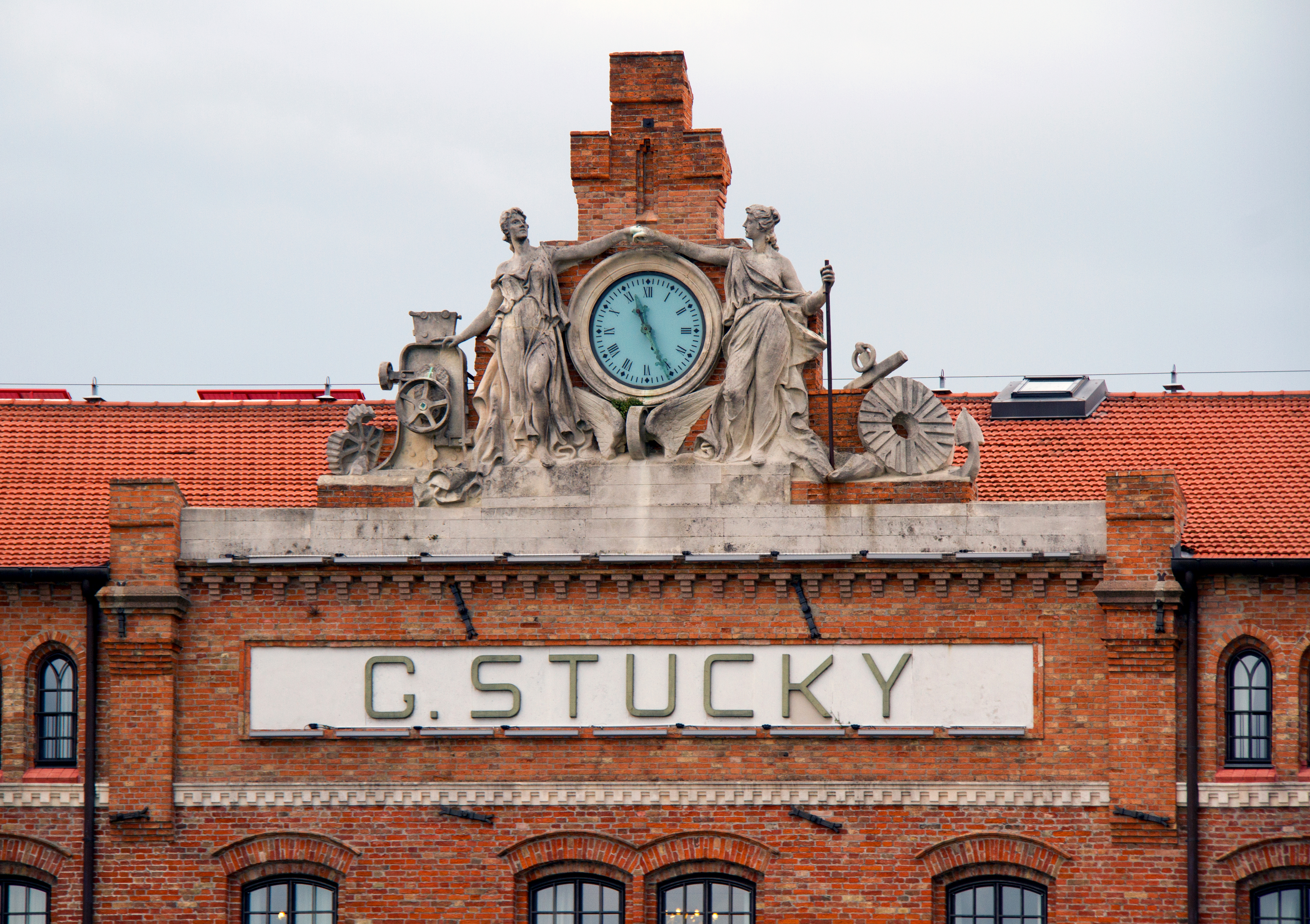
Ausschnitt Molino Stucky

Giovanni Stucky (* 27. Mai 1843 in Venedig; † 21. Mai 1910 ebenda) war ein Schweizer Unternehmer in Venedig.
Stucky war der Sohn des aus Münsingen im Kanton Bern stammenden Mühlenbesitzers Hans Stucky, der seit 1837 in Italien lebte und ab 1841 in Venedig und dann in Mogliano (Veneto) ansässig war. Ab 1859 bildete sich Giovanni Stucky in Wien und in der Schweiz weiter, ab 1865 betrieb er in Mogliano (Veneto) eine eigene Mühle, die er nach ungarischen Vorbildern modernisierte. Der erfolgreiche Jungunternehmer heiratete 1867 Antonietta von Kupferschein. 1867 bis 1880 expandierte Giovanni Stuckys Unternehmen. Stucky pachtete sechs Mühlen im Bereich von Treviso, importierte russisches Getreide und exportierte Mehl und Teigwaren.
Ab 1880 war Giovanni Stucky erneut in Venedig ansässig und ließ sich dort ab 1884 vom Architekten Ernst Wullekopf eine industrielle Großmühle auf der Giudecca errichten. Der historisierende Gebäudekomplex im Stil der Backsteingotik wurde mehrfach erweitert und nach anfänglicher Ablehnung als industrielles Wahrzeichen akzeptiert. Das als Molino Stucky bekannte Gebäude wird heute nach jahrzehntelangem Leerstand als Hotel genutzt.
1908 erwarb Giovanni Stucky den Palazzo Grassi, der von seinem Sohn Giancarlo Stucky im Zug des Niederganges des Unternehmens wieder aufgegeben werden musste.
Am 21. Mai 1910 wurde Giovanni Stucky in der Halle des Bahnhofs von Venedig von dem 35-jährigen Anarchisten Giovanni Bruniera, mit einem Rasiermesser ermordet. Bruniera, der zeitweilig in Stuckys Unternehmen gearbeitet hatte, hatte bereits wegen Drohungen gegen die Familie Stucky 18 Monate im Gefängnis verbracht. Giovanni Stucky galt um 1900 als reichster Mann Venedigs. Der imposante blonde Patriarch von ungewöhnlicher Körpergröße trat als Wohltäter und Förderer der Biennale d’Arte hervor, führte den Ehrentitel Cavaliere und erhielt kurz vor seinem Tod eine Goldmedaille für besondere Verdienste.

## Belege
1. ↑  So wurde ein Schweizer zum reichsten Venezianer: "Giancarlos Giovannis erster Sohn letzte Hoffnung für die während des Krieges erlittenen Schäden – drei seiner Anwesen, nicht aber die Fabrik, waren zerstört worden – war es, vom italienischen Staat entschädigt zu werden. Doch dazu kam es nicht, denn die Zahlungen waren Italienern vorbehalten. Er selbst war aber wie sein Vater und Grossvater immer Schweizer geblieben."
2. ↑  Zum Umbau des Palazzo Grassi vgl. Lavini Cavaletti: La dinastia Stucky 1841–1941. Venedig 2011, S. 124 ff.

| Personendaten    | Personendaten         |
| ---------------- | --------------------- |
| NAME             | Stucky, Giovanni      |
| KURZBESCHREIBUNG | Schweizer Unternehmer |
| GEBURTSDATUM     | 27. Mai 1843          |
| GEBURTSORT       | Venedig               |
| STERBEDATUM      | 21. Mai 1910          |
| STERBEORT        | Venedig               |